# کنستانتین کنستانتینسکو-کلپس
کنستانتین کنستانتینسکو-کلپس (انگلیسی: Constantin Constantinescu-Claps; ۲۰ فوریهٔ ۱۸۸۴ – ژوئن ۱۹۶۱) یک ژنرال رومانیایی در طول جنگ جهانی دوم، فرماندهی ارتش چهارم رومانیایی در نبرد استالینگراد بود.